# CIELAB

Principen för CIELAB-färgrymden med dess L*-, a*- och b*-axlar. Effekten av olika ljushetsvärden visas inte i figuren. (Färgerna i a*–b*-planet är endast inkluderade för att underlätta för att förstå konceptet. Dessa färger är inte definierade i CIELAB och är inte korrekt återgivna.)

CIELAB är en tredimensionell, ungefärligt jämnfördelad färgrymd, fastställd av Internationella belysningskommissionen (CIE) 1976, som bygger på ögats sätt att uppfatta färger genom att definiera färgen genom de tre koordinaterna L*, a*, b*:
- L* betecknar färgens ljushet,
- positivt a*-värde betecknar mängden magenta/rött som ingår i färgen, negativt a*-värde betecknar mängden grönt,
- positivt b*-värde betecknar mängden gult, negativt b*-värde betecknar mängden blått i färgen.

L*, a* och b* kan även beräknas om till ljushet, kroma (även känt som mättnad, även om detta i vissa sammanhang kan ha en annan betydelse) och nyansvinkel/nyans, vilket i de flesta fall relaterar bättre till hur man normalt beskriver färger.

## Beräkning av CIELAB-koordinaternaL*,a* ochb*
CIELAB-koordinaterna kan beräknas utifrån det aktuella testobjektets tristimulusvärden X, Y, Z i relation till (som oftast) den aktuella ljuskällans tristimulusvärden Xn, Yn, Zn (där Yn = 100):
{\displaystyle L^{*}=116\cdot f(Y/Y_{\text{n}})-16}
{\displaystyle a^{*}=500\cdot (f(X/X_{\text{n}})-f(Y/Y_{\text{n}}))}
{\displaystyle b^{*}=200\cdot (f(Y/Y_{\text{n}})-f(Z/Z_{\text{n}}))}
där
{\displaystyle f(X/X_{\text{n}})={\begin{cases}{\sqrt[{3}]{X/X_{\text{n}}}},&{\text{om }}(X/X_{\text{n}})>(24/116)^{3}\\(841/108)(X/X_{\text{n}})+16/116,&{\text{om }}(X/X_{\text{n}})\leq (24/116)^{3}\end{cases}}}
och
{\displaystyle f(Y/Y_{\text{n}})={\begin{cases}{\sqrt[{3}]{Y/Y_{\text{n}}}},&{\text{om }}(Y/Y_{\text{n}})>(24/116)^{3}\\(841/108)(Y/Y_{\text{n}})+16/116,&{\text{om }}(Y/Y_{\text{n}})\leq (24/116)^{3}\end{cases}}}
och
{\displaystyle f(Z/Z_{\text{n}})={\begin{cases}{\sqrt[{3}]{Z/Z_{\text{n}}}},&{\text{om }}(Z/Z_{\text{n}})>(24/116)^{3}\\(841/108)(Z/Z_{\text{n}})+16/116,&{\text{om }}(Z/Z_{\text{n}})\leq (24/116)^{3}\end{cases}}}

## Motsvarande ljushet, nyans och kroma för en kulör
Ungefärlig motsvarande kroma (eng. chroma, {\displaystyle C_{\text{ab}}^{*}}) och nyans (som uttrycks som en nyansvinkel, eng. hue angle, {\displaystyle h_{\text{ab}}}) för en viss kulör, kan beräknas utifrån CIELAB-värdena enligt nedan:

Principen för kroma i CIELAB-färgrymden. Pilen visar hur kroman för en kulör ökar ju längre ifrån den akromatiska L*-axeln kulören befinner sig i färgrymden. Kulörer som ligger på pilen har samma nyansvinkel.

Principen för nyansvinkel och hur nyanserna varierar i CIELAB-färgrymden. Kulörer som ligger på pilen har samma kroma.

- {\displaystyle C_{\text{ab}}^{*}={\sqrt {a^{*^{2}}+b^{*^{2}}}}}

- {\displaystyle h_{\text{ab}}=\arctan(b^{*}/a^{*})}

Vid beräkning av nyansvinkel gäller följande för att få resultaten inom intervallet 0°–360°:
{\displaystyle h_{\text{ab}}={\begin{cases}\arctan(b^{*}/a^{*}),&{\text{om }}a^{*}>0{\text{ och }}b^{*}\geq 0\\\arctan(b^{*}/a^{*})+180{\text{°}},&{\text{om }}a^{*}<0{\text{ och }}b^{*}\geq 0\\\arctan(b^{*}/a^{*})+180{\text{°}},&{\text{om }}a^{*}<0{\text{ och }}b^{*}<0\\\arctan(b^{*}/a^{*})+360{\text{°}},&{\text{om }}a^{*}>0{\text{ och }}b^{*}<0\\90{\text{°}},&{\text{om }}a^{*}=0{\text{ och }}b^{*}>0\\270{\text{°}},&{\text{om }}a^{*}=0{\text{ och }}b^{*}<0\end{cases}}}
0° (360°) motsvarar således nyansen som återfinns i a*-axelns positiva riktning (då b* är noll), 90° motsvarar b*-axelns positiva riktning (då a* är noll), 180° motsvarar a*-axelns negativa riktning (då b* är noll) och 270° motsvarar b*-axelns negativa riktning (då a* är noll).
För akromatiska färger (d.v.s. vitt–grått–svart) gäller a* = 0 och b* = 0, varpå sådana färger saknar nyansvinkel.
- Ljusheten beräknas enligt ekvationen för L* ovan.

## Färgskillnader

### Skillnad i ljushet, kroma, nyansvinkel och nyans
Skillnaden mellan två kulörer kan beräknas som skillnad i ljushet {\displaystyle (\Delta L^{*})}, skillnad i kroma {\displaystyle (\Delta C_{\text{ab}}^{*})}, skillnad i nyansvinkel {\displaystyle (\Delta h_{\text{ab}})} och skillnad i nyans ({\displaystyle \Delta H_{\text{ab}}^{*}}) enligt nedan.
Indexen 1 och 2 betecknar de två kulörer som ska jämföras. 1 motsvarar referensen och 2 det färgprov som ska jämföras mot referensen.
- {\displaystyle \Delta L^{*}=L_{2}^{*}-L_{1}^{*}}

- {\displaystyle \Delta C_{\text{ab}}^{*}=C_{\text{ab, 2}}^{*}-C_{\text{ab, 1}}^{*}}

- {\displaystyle \Delta h_{\text{ab}}=h_{\text{ab, 2}}-h_{\text{ab, 1}}}

För skillnad i nyansvinkel gäller följande för att få resultatet inom intervallet –180° och 180°:
{\displaystyle \Delta h_{\text{ab}}={\begin{cases}h_{\text{ab, 2}}-h_{\text{ab, 1}}+360{\text{°}},&{\text{om }}h_{\text{ab, 2}}-h_{\text{ab, 1}}<-180{\text{°}}\\h_{\text{ab, 2}}-h_{\text{ab, 1}}-360{\text{°}},&{\text{om }}h_{\text{ab, 2}}-h_{\text{ab, 1}}>180{\text{°}}\\h_{\text{ab, 2}}-h_{\text{ab, 1}},&{\text{i övriga fall}}\end{cases}}}
Skillnad i nyans (obs. inte nyansvinkel) kan beräknas genom att subtrahera den kvadrerade skillnaden i ljushet resp. kroma från den kvadrerade totala färgskillnaden, och sedan ta kvadratroten ur resultatet:
- {\displaystyle \Delta H_{\text{ab}}^{*}={\sqrt {(\Delta E_{\text{ab}}^{*})^{2}-(\Delta L^{*})^{2}-(\Delta C_{\text{ab}}^{*})^{2}}}}

där {\displaystyle \Delta H_{\text{ab}}^{*}} har samma tecken som {\displaystyle \Delta h_{\text{ab}}}.
Skillnad i kroma och nyans/nyansvinkel kan vara mer intuitiv än endast skillnad i a* och b*.
- {\displaystyle \Delta a^{*}=a_{2}^{*}-a_{1}^{*}}

- {\displaystyle \Delta b^{*}=b_{2}^{*}-b_{1}^{*}}

### Total färgskillnad
Färgskillnad kan också beräknas som kombinerad, total skillnad i CIELAB-färgrymden {\displaystyle (\Delta E_{\text{ab}}^{*})} – vilket motsvarar det euklidiska/metriska avståndet i rymden, som bygger på Pythagoras sats:
{\displaystyle \Delta E_{\text{ab}}^{*}={\sqrt {(\Delta L^{*})^{2}+(\Delta a^{*})^{2}+(\Delta b^{*})^{2}}}}
eller
{\displaystyle \Delta E_{\text{ab}}^{*}={\sqrt {(\Delta L^{*})^{2}+(\Delta C_{\text{ab}}^{*})^{2}+(\Delta H_{\text{ab}}^{*})^{2}}}}
Eftersom CIELAB-färgrymden inte är helt jämnfördelad (d.v.s. ett konstant avstånd i rymden ger olika uppfattade färgskillnader, beroende på var i färgrymden skillnaden är) finns flera andra sätt att beräkna totalt färgskillnad, som i olika grad kompenserar för färgrymdens brist på jämnfördelning, till exempel CIEDE2000 {\displaystyle (\Delta E_{00})} och {\displaystyle \Delta E_{\text{94}}^{*}}.